# Xã Arthur, Quận Kanabec, Minnesota
Xã Arthur (tiếng Anh: Arthur Township) là một xã thuộc quận Kanabec, tiểu bang Minnesota, Hoa Kỳ. Năm 2010, dân số của xã này là 1.843 người.